# Maxim (biograf, Landskrona)
Biograf Maxim är Landskronas enda kvarvarande biograf. 
Lokalen som Maxim huserar i har varit biograflokal sedan 1908. Under årens lopp har biografen lystrat till olika namn såsom Landskrona Biografteater, Svea Biografteater och det bland Landskronaborna förmodligen mest kända: Grand. Även i dag förekommer det att Maxim benämns "gamla Grand". 
2014 tog Svenska Bio över lokalerna och totalrenoverade hela biografen. Maxim ökade från 1 stor salong till 3 mindre salonger, detta för att skapa möjlighet till att visa fler olika filmer och även visa filmerna under längre perioder. Nya renoverade Maxim öppnades december 2014. 